# Amanda Borden
Amanda Borden (Cincinnati, 10 de maio de 1977) é uma ex-ginasta norte-americana que competiu em provas de ginástica artística.
Amanda fez parte da equipe norte-americana que conquistou a medalha de ouro nos Jogos Olímpicos de Atlanta, em 1996, sendo então membro das chamadas Sete Magníficas.

## Carreira
Amanda iniciou no desporto aos sete anos de idade,- inspirada na bielorrussa Svetlana Boginskaya, treinando em um clube local, sob cuidados de Mary Lee Tracy. Em 1990, aos treze anos, competiu no Crystal Classic, sendo medalhista de ouro no concurso geral.
Dois anos depois, disputou o Campeonato Nacional Americano, sendo quinta colocada no geral. No Pré-Olímpico, foi oitava colocada no individual geral.
Em 1994, no Nacional Americano, fora medalhista de bronze no evento geral, no solo e nas barras assimétricas. No compromisso seguinte, competiu no Mundial de Dortmund/Brisbane. Nele, foi vice-campeã na prova coletiva,- superada pela equipe romena, e oitava colocada nas paralelas assimétricas. No ano posterior, participou dos Jogos Pan-americanos de Mar del Plata, sendo campeã na prova coletiva e na trave; e medalhista de prata no geral e no solo, em ambas provas superada pela compatriota Shannon Miller.
Em 1996, em sua primeira aparição olímpica, como membro das Sete Magníficas nos Jogos Olímpicos de Atlanta, Amanda ao lado de Shannon Miller, Amy Chow, Dominique Dawes, Dominique Moceanu, Jaycie Phelps e Kerri Strug, conquistou a medalha de ouro na prova coletiva, superando equipe russa e romena, prata e bronze, respectivamente. Dois anos depois, competiu no Reese's International, sendo vice-campeã na prova geral.
Após a realização do evento, Amanda anunciou oficialmente sua aposentadoria do desporto. Em 2004, abriu seu próprio ginásio de treinamento, o Gold Medal Gymnastics Academy. Em maio de 2006, casou-se com Brad Cochran, também treinador. Após, fora inserida no US Gymnastics Hall of Fame. Em 2007, deu à luz seu primeiro filho, Kennedy Faith.

## Principais resultados
| Ano  | Evento                                    | AA                | Equipe           | Salto sobre o cavalo | Trave           | Barras assimétricas | Solo              |
| ---- | ----------------------------------------- | ----------------- | ---------------- | -------------------- | --------------- | ------------------- | ----------------- |
| 1990 | Crystal Classic                           | Medalha de ouro   |                  |                      |                 |                     |                   |
| 1992 | Campeonato Nacional Americano             | 5º                |                  |                      | 4º              |                     | 4º                |
| 1992 | Pré-Olímpico                              | 8º                |                  |                      |                 |                     |                   |
| 1994 | Campeonato Nacional Americano             | Medalha de bronze |                  |                      | 6º              | Medalha de bronze   | Medalha de bronze |
| 1994 | Campeonato Mundial de Ginástica Artística |                   | Medalha de prata |                      |                 | 8º                  |                   |
| 1995 | Jogos Pan-americanos                      | Medalha de prata  | Medalha de ouro  |                      | Medalha de ouro |                     | Medalha de prata  |
| 1996 | Pré-Olímpico                              | 7º                |                  |                      |                 |                     |                   |
| 1996 | Jogos Olímpicos                           |                   | Medalha de ouro  |                      |                 |                     |                   |
| 1998 | Reese's International                     | Medalha de prata  |                  |                      |                 |                     |                   |